# 黄惠焜
黄惠焜（1935年7月—）是一位中国民族学家。

## 生平
1935年出生于四川成都。1958年毕业于云南大学历史系，毕业后留校任教，调云南省民族研究所，参加中国少数民族社会历史大调查。1983年，先后担任云南民族学院副院长、中国民族学学会副会长、中国古代铜鼓学会副理事长、云南省东南亚研究会副会长。长期致力于民族学、民族史研究。

## 著作
- 《古代傣族奴隶制及其上下限之探讨》
- 《召片领来源的历史探索》
- 《农村公社的脱变及傣族奴隶制的形成》
- 《哀牢夷的族属及其与南诏的渊源》
- 《掸傣古国考》
- 《佛教中唐人滇考》
- 《从越人到泰人》
- 《祭坛就民族学类是文坛》
- 《傣族简史》